# Смородина озёрная
Сморо́дина озёрная (лат. Ribes lacustre) — кустарник, вид растений рода Смородина (Ribes) семейства Крыжовниковые (Grossulariaceae), в диком виде растущий на болотах и в сырых лесах в Северной Америке (Канада, США).

## Ботаническое описание
Листопадный кустарник высотой до 1м с побегами, покрытыми шипами и щетинками.
Листья 3—6 см в диаметре, с сердцевидным основанием, 5—7-лопастные с острыми, узкоромбовидными лопастями. Листовая пластинка с обеих сторон голая или почти голая. Края листа острозубчатый.
Цветёт в мае. Соцветия — висячие кисти длиной 5—9 см с 12—20 зеленоватыми или пурпурными цветками. Цветоложе воронковидное. Чашелистики короткие, широкие, распростёртые, лепестки узкие.
Плоды — пурпурно-чёрные покрытые щетинками и желёзками ягоды диаметром 6—8 мм, созревают в июне. Съедобны, но имеют неприятный привкус.

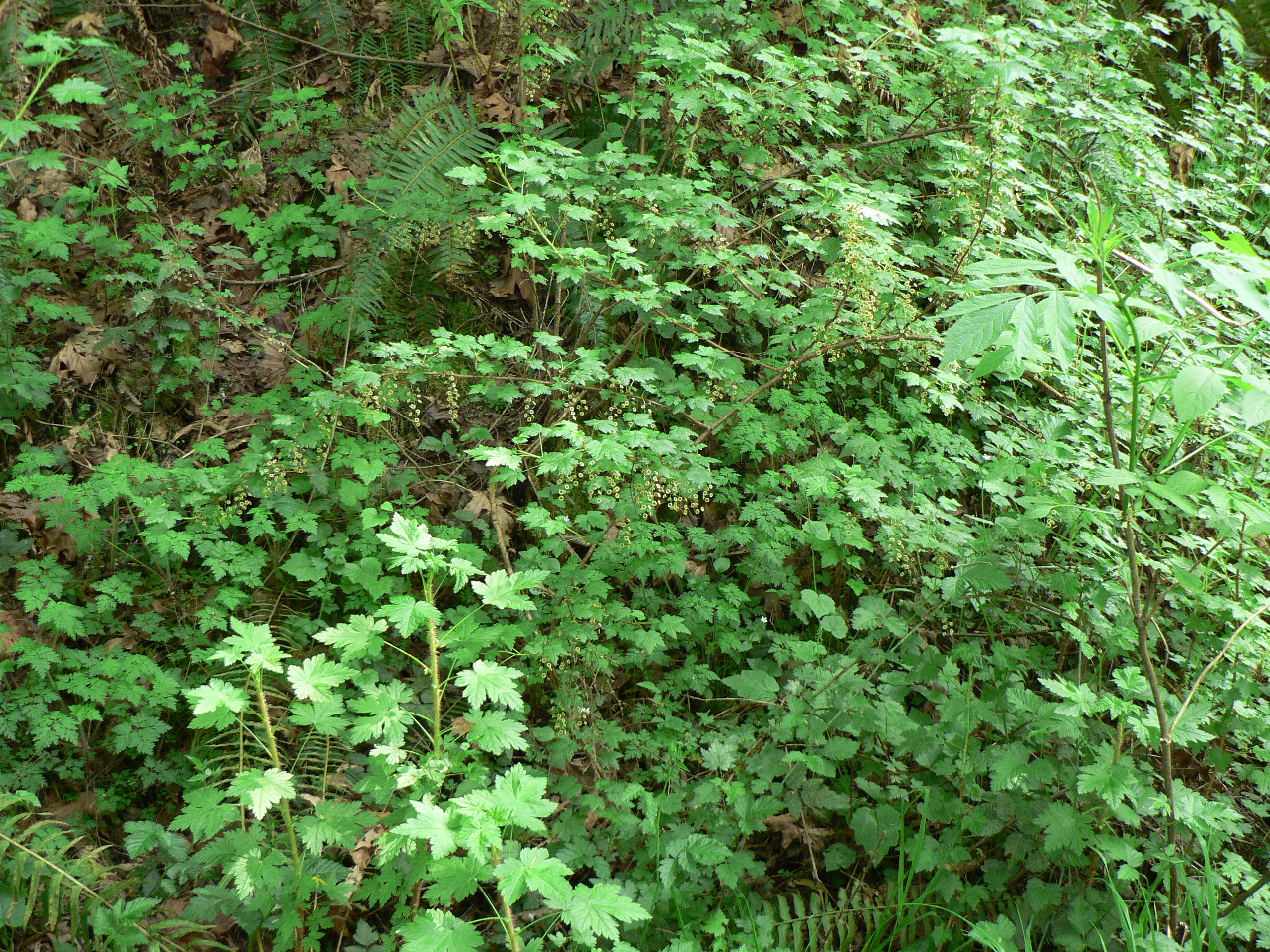
Общий вид растения
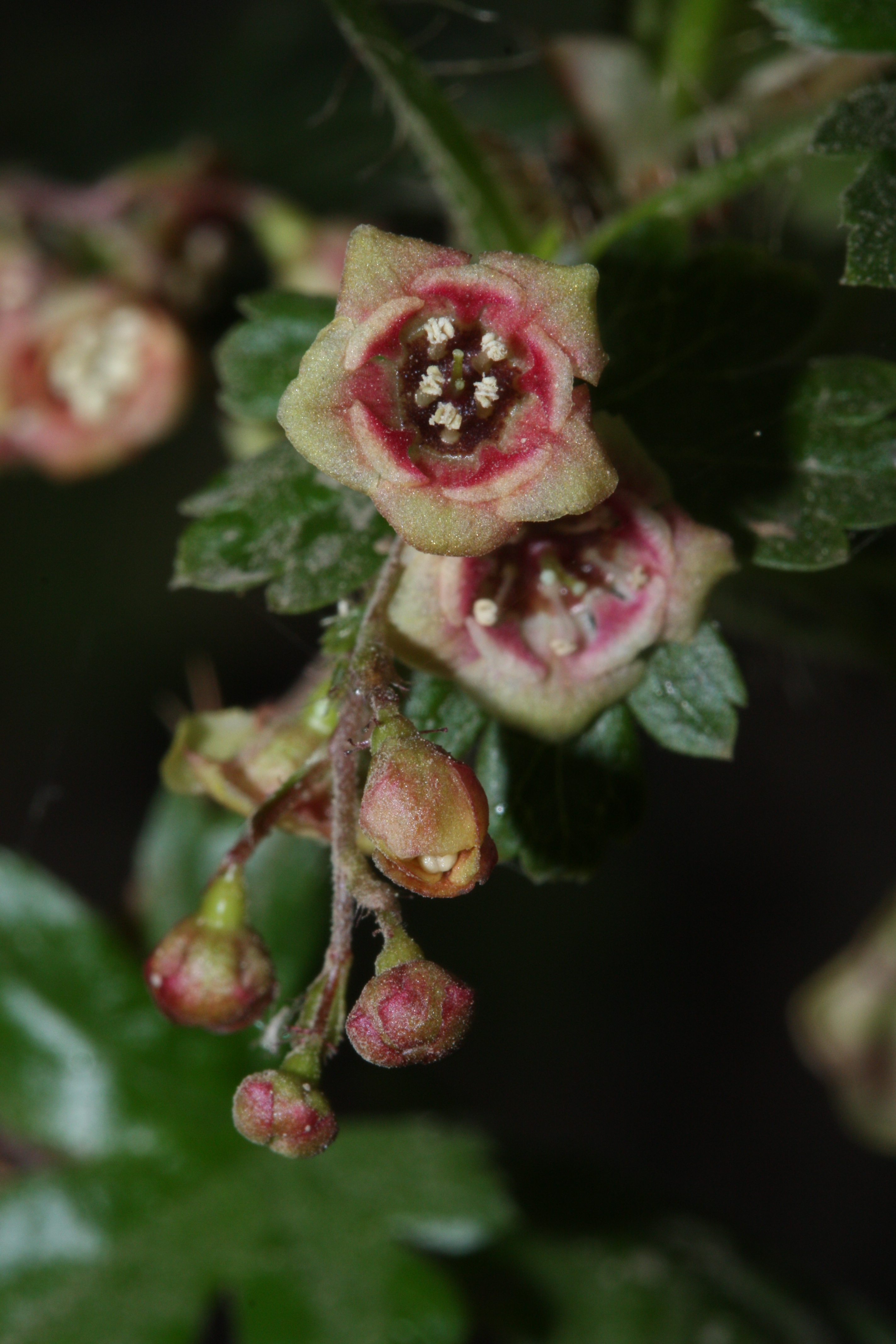
Смородина озёрная с пурпурным оттенком цветков